# Virsliga 2013
La Virsliga 2013 es la 23.ª edición del torneo de fútbol más importante de Letonia que se jugó del 29 de marzo al 13 de noviembre y contó con la participación de 10 equipos.
El FK Ventspils ganó su quinto campeonato nacional de liga.

## Participantes
| Club                  | Ciudad     | Estadio                            | Capacidad |
| --------------------- | ---------- | ---------------------------------- | --------- |
| FC Daugava            | Daugavpils | Daugava Stadium                    | 4100      |
| FK Daugava Rīga       | Riga       | Daugava Stadium                    | 5000      |
| Ilūkstes NSS          | Ilūkste    | Ilūkstes pilsētas stadions         | 500       |
| FK Jelgava            | Jelgava    | Zemgales Olimpiskais Sporta Centrs | 2200      |
| FC Jūrmala            | Jūrmala    | Slokas Stadium                     | 5000      |
| SK Liepājas Metalurgs | Liepāja    | Daugava Stadium                    | 6000      |
| FS Metta/LU           | Riga       | Stadions Arkādija                  | 500       |
| Skonto FC             | Riga       | Skonto Stadium                     | 10 000    |
| FK Spartaks Jūrmala   | Jūrmala    | Slokas Stadium                     | 5000      |
| FK Ventspils          | Ventspils  | Olimpiskais Stadium                | 3200      |

## Clasificación
| Pos. | Equipo             | Pts. | PJ | G  | E | P  | GF | GC | Dif. | Clasificación o descenso                      |
| ---- | ------------------ | ---- | -- | -- | - | -- | -- | -- | ---- | --------------------------------------------- |
| 1    | Ventspils (C)      | 67   | 27 | 21 | 4 | 2  | 65 | 19 | +46  | Segunda Ronda Clasificatoria Champions League |
| 2    | Skonto             | 62   | 27 | 18 | 8 | 1  | 68 | 11 | +57  | Excluido de Competiciones Europeas            |
| 3    | Daugava Daugavpils | 52   | 27 | 15 | 7 | 5  | 44 | 19 | +25  | Primera Ronca Clasificatoria Europa League    |
| 4    | Daugava Rīga       | 48   | 27 | 14 | 6 | 7  | 44 | 21 | +23  | Primera Ronca Clasificatoria Europa League    |
| 5    | Liepājas Metalurgs | 40   | 27 | 11 | 7 | 9  | 54 | 35 | +19  | Disuelto al finalizar la temporada            |
| 6    | Jūrmala            | 26   | 27 | 7  | 5 | 15 | 20 | 52 | −32  |                                               |
| 7    | Spartaks Jūrmala   | 25   | 27 | 7  | 4 | 16 | 30 | 49 | −19  |                                               |
| 8    | Jelgava            | 23   | 27 | 5  | 8 | 14 | 26 | 46 | −20  | Primera Ronca Clasificatoria Europa League    |
| 9    | METTA/LU (G)       | 19   | 27 | 4  | 7 | 16 | 15 | 47 | −32  | Playoff de Descenso                           |
| 10   | Ilūkstes NSS (D)   | 12   | 27 | 2  | 6 | 19 | 26 | 93 | −67  | Descenso a la Primera Liga de Letonia         |

 Fuente: LFF:Virslīga 2013
Criterios de clasificación: 1) Puntos; 2) Puntos entre sí; 3) Gol diferencia entre sí; 4) Victorias totales; 5) Gol diferencia; 6) Goles anotados. El ganador de la Latvian Football Cup 2013/14 clasifica a la primera ronda clasificatoria de la UEFA Europa League 2014/15.
Notas:
1. ↑  UEFA suspendió al Skonto de las competiciones europeas por tres años por violar el Fair Play Financiero.[1]

### Resultados
| Local \ Visitante     | DGD | ILU | JEL | FCJ | DGR | LIE | MLU | SKO | SPJ | VEN |
| --------------------- | --- | --- | --- | --- | --- | --- | --- | --- | --- | --- |
| FC Daugava Daugavpils |     | 5–0 | 2–1 | 1–0 | 0–0 | 1–1 | 3–0 | 1–4 | 3–2 | 0–1 |
| Ilūkstes NSS          | 0–2 |     | 2–1 | 0–2 | 2–5 | 1–2 | 1–1 | 1–7 | 1–3 | 1–7 |
| Jelgava               | 0–3 | 2–2 |     | 0–1 | 0–3 | 2–2 | 1–0 | 0–3 | 1–2 | 1–2 |
| FC Jūrmala            | 0–1 | 1–1 | 4–2 |     | 0–5 | 3–1 | 1–2 | 0–5 | 0–1 | 0–2 |
| FK Daugava Rīga       | 0–1 | 4–0 | 1–0 | 1–0 |     | 2–1 | 1–1 | 0–0 | 0–0 | 0–1 |
| SK Liepājas Metalurgs | 2–2 | 3–1 | 3–0 | 2–0 | 0–2 |     | 4–0 | 0–5 | 1–2 | 3–1 |
| METTA/LU              | 1–2 | 0–0 | 0–0 | 1–2 | 1–2 | 0–3 |     | 0–2 | 0–1 | 0–2 |
| Skonto FC             | 0–0 | 5–0 | 1–1 | 0–0 | 5–0 | 2–0 | 4–0 |     | 3–1 | 3–0 |
| Spartaks Jūrmala      | 0–2 | 2–2 | 4–2 | 0–0 | 0–1 | 1–2 | 4–0 | 1–2 |     | 2–3 |
| Ventspils             | 4–3 | 4–1 | 4–0 | 3–0 | 2–1 | 2–2 | 4–0 | 0–0 | 1–0 |     |

| Local \ Visitante     | DGD | ILU | JEL | FCJ | DGR | LIE  | MLU | SKO | SPJ | VEN |
| --------------------- | --- | --- | --- | --- | --- | ---- | --- | --- | --- | --- |
| FC Daugava Daugavpils |     | 6–1 | 0–0 |     | 0–1 | 1–0  |     | 0–0 |     |     |
| Ilūkstes NSS          |     |     |     |     |     | 2–10 | 1–2 | 0–2 |     | 0–5 |
| Jelgava               |     | 3–1 |     | 2–2 | 1–0 |      | 1–1 |     |     |     |
| FC Jūrmala            | 0–3 | 0–0 |     |     | 0–4 |      |     |     | 2–1 |     |
| FK Daugava Rīga       |     | 7–1 |     |     |     | 2–2  |     | 0–2 |     | 0–1 |
| SK Liepājas Metalurgs |     |     | 0–0 | 3–0 |     |      | 0–0 |     | 6–0 | 0–1 |
| METTA/LU              | 1–0 |     |     | 0–1 | 0–2 |      |     |     | 2–0 |     |
| Skonto FC             |     |     | 0–2 | 5–0 |     | 2–1  | 2–2 |     |     | 1–1 |
| Spartaks Jūrmala      | 0–2 | 2–4 | 1–3 |     | 0–0 |      |     | 0–3 |     |     |
| Ventspils             | 0–0 |     | 2–0 | 6–1 |     |      | 3–0 |     | 3–0 |     |

### Playoff de Descenso
| 14-11-2013 | FS METTA/LU      | 1–0 | FB Gulbene | Hanzas vidusskolas laukums, Riga |  |
|            | Vapne 72' (pen.) |     |            |                                  |  |

| 17-11-2013 | FB Gulbene              | 2–4 (Global 2-5) | FS METTA/LU                                 | Hanzas vidusskolas laukums, Riga |  |
|            | Rimkus 26' · Kazura 33' |                  | Kalniņš 11' 85' 88' · Milašēvičs 67' (pen.) |                                  |  |

## Goleadores
| # | Nombre            | Club         | Goles |
| - | ----------------- | ------------ | ----- |
| 1 | Artūrs Karašausks | Skonto FC    | 16    |
| 1 | Andrejs Kovaļovs  | FC Daugava   | 16    |
| 2 | Valērijs Šabala   | Skonto FC    | 15    |
| 3 | Mantas Savėnas    | Daugava Rīga | 12    |
| 3 | Vadim Yanchuk     | FK Ventspils | 12    |
| 4 | Daniils Turkovs   | FK Ventspils | 11    |
| 5 | Povilas Lukšys    | Daugava Rīga | 10    |